# Период прозора
Период прозора (енг. window period) је период од почетка инфекцијe до тренутка када се специфичним тестом може потврдити присуство патогена (бактерије, вируса...). Пре краја тог периода организам не створи довољно антитела да би тест реаговао. 
PCR (polymerase chain reaction) тестови могу открити патоген много раније, када он уђе у крв.
Период прозора зависи од врсте теста. Од почетака поузданих тестова на ППИ до данас, период прозора се знатно смањио.

## ХИВ
Периоди прозора код тестирања на ХИВ могу бити следећи:
- Код тестирања нуклеинских киселина - од 10 до 33 дана;
- Антигенски тест или тест антитела - од 18 до 45 дана (крв из вене); од 18 до 90 дана (крв из прста/капилара);
- Брзи тестови антитела - од 23 до 90 дана након инфекције.
- PCR тест може открити вирус у крви 2 недеље након инфекције.

## Хепатитис
Период прозора за хепатитис Цe вируса (HCV) је углавном 4-10 недеља. Углавном је број антитела одговарајући након 6 месеци. PCR тестови могу открити вирус много раније, 2-3 недеље након инфекције.